# Alexandrina Cantacuzino
Alexandrina „Didina” Cantacuzino (născută Alexandrina Pallady, cunoscută și ca Alexandrina Grigore Cantacuzino; n. 20 septembrie 1876, Ciocănești, România – d. 1944)  a fost o feministă, filantroapă și diplomată română, una dintre liderele feministe din România în anii 1920 și '30. În calitate de conducătoare a Consiliului Național al Femeilor din România și a Asociației Femeilor din România, ea a fost vicepreședintă a Consiliului Internațional al Femeilor, care reprezenta Alianța Internațională a Femeilor și a reprezentat România la Liga Națiunilor. A inițiat și condus multe organizații pentru femei din țară și străinătate, printre care Asociația Casa Femeii, Societatea Solidaritatea, Gruparea Femeilor din România (primul partid al femeilor). Cu toate acestea, convingerile sale feministe și profilul internațional s-au ciocnit cu conservatorismul său național, cu sprijinul pentru eugenie și, în cele din urmă, a ajuns la convertirea ei la fascism.

## Biografie

### Primii ani
Alexandrina Pallady, cunoscută și sub numele de Didina,  s-a născut la Ciocănești, un sat care astăzi se află în județul Dâmbovița (dar, în 1876, făcea parte din județul Ilfov). Data ei de naștere este cunoscută a fi 20 septembrie 1876, însă alte surse creditează anul 1877 sau 1881. Prin naștere ea a făcut parte din clasa marilor boieri: tatăl ei, locotenent colonelul Theodor Pallady (1847/1853–1916), un aristocrat din regiunea estică a Moldovei, a câștigat distincții în Forțele Terestre Române; mama ei, numită de asemenea Alexandrina (1845/1848-1881), a fost boieroaică Kretzulescu din Țara Românească și moștenitoarea unei mari moșii. Prin bunica paternă, Alexandrina cobora dintr-o altă mare casă boierească, Ghica, care deținea conacul din Ciocănești.
Căsătoria a produs în total patru copii, însă Alexandrina a fost singura care a supraviețuit copilăriei. Dintr-o relație cu Maria Stamatiade, Theodor Pallady a avut un fiu, viitorul poet simbolist Alexandru Teodor "Al. T." Stamatiad (născut în 1885). Familia paternă a Alexandrinei a produs și alte figuri intelectuale importante: Theodor Iancu Pallady, pictorul modernist, și Lucia Sturdza-Bulandra, actrița, erau nepoți ai lui Theodor Pallady și deci veri ai Alexandrinei.
După decesul mamei, Alexandrina, în vârstă de cinci ani, a fost crescută de mătușa ei Eliza Ghica și, formal, adoptată de soțul Elizei, Vladimir M. Ghica. Cu banii familiei Ghica ea a studiat în Franța. În jurul anului 1899, după decesul Elizei Ghica, Alexandrina Pallady-Ghica a locuit în București, unde s-a măritat cu viitorul politician Grigore Gheorghe Cantacuzino cunoscut drept Griguță Cantacuzino sau, batjocoritor, Prensul. Numele ei a devenit Alexandrina Grigore Cantacuzino.
Căsătoria a propulsat-o în înalta societate, aducând-o și în contact cu elita Partidului Conservator. Familia Cantacuzino, de origine fanariotă, a avut o mare influență în afacerile politice ale Moldovei și Țării Românești. Socrul ei era magistratul, consilierul politic și fostul prim-ministru Gheorghe Grigore Cantacuzino (1833-1913). El era, de asemenea, unul dintre cei mai mari moșieri din Regatul României, cunoscut de publicul larg ca Nababul. Cumnatul ei era Mihail G. "Mișu" Cantacuzino (1867–1928), care a fost Ministru al Justiției și liderul unei facțiuni din interiorul Partidului Conservator.
Cantacuzinii au afirmat că dețin un titlu princiar, care, deși fără efect sub legile românești, i-a permis Alexandrinei să se intituleze "Prințesă Cantacuzino". Potrivit istoricului Marian Pruteanu, Alexandrina a fost "o avidă colecționară de titluri și decorații", care a studiat genealogia cu scopul de a stabili relațiile ei de sânge cu diferite familii nobile.

### Începuturile SONFR

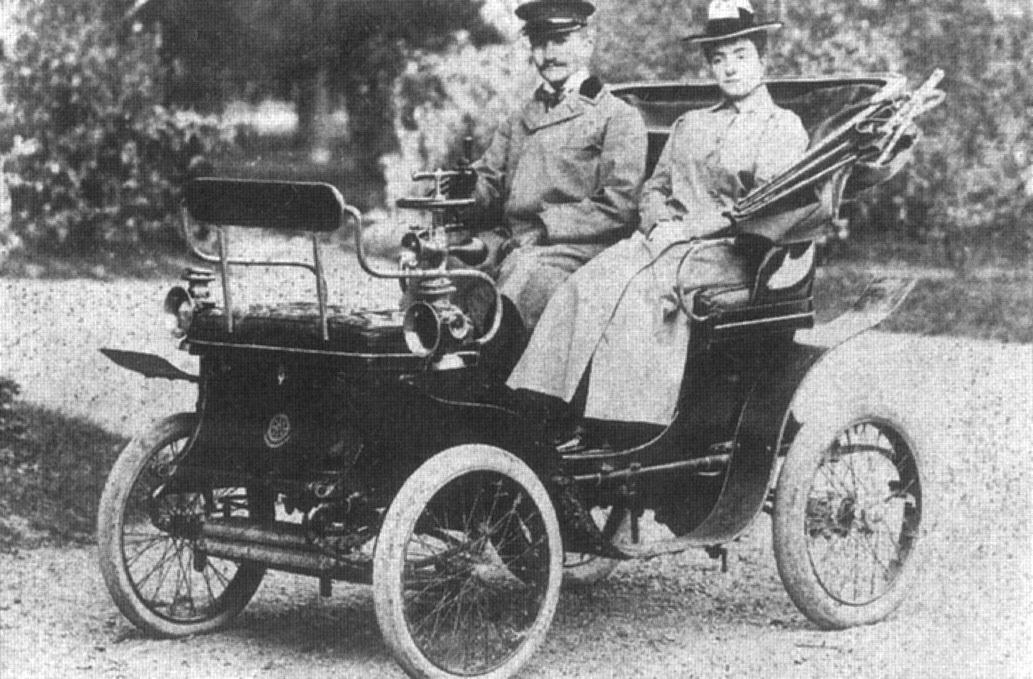
Alexandrina și soțul ei Grigore Gheorghe Cantacuzino în mașina familiei, august 1900

Alexandrina și Grigore au avut trei fii, toți născuți între 1900 și 1905, înainte ca ambii părinți să-și înceapă carierele publice. În 1910, Alexandrina s-a alăturat societății filantropice ortodoxe române,  Societatea Ortodoxă Națională a Femeilor Române (SONFR). În timp ce adesea este creditată a fi membru fondator,  este posibil ca Societatea să fi existat sub un alt nume încă din 1893, cu Ecaterina Cantacuzino, soția lui Gheorghe, ca președintă.
Nucleul SONFR era reprezentat de un grup de doamne din înalta societate, care le includea printre altele pe: Alexandrina Cantacuzino, Zoe Râmniceanu, Elena Odobescu, Anastasia Filipescu, Maria Glagoveanu, Sultana Miclescu și Zetta Manu. Deși SONFR a fost sponsorizată de "Nababul" și alți conservatori importanți, pozițiile ideologice au rezonat cu programul Național Liberal al lui  Spiru Haret, Ministru al Educației, care le-a oferit sprijinul său total. Cu astfel de surse de venit, completate de împrumuturi bancare și donații private, SONFR a înființat două școli de fete, 17 grădinițe (prima în Dorobanți) și 22 de biblioteci publice. Unele fonduri s-au îndreptat direct spre cumpărarea de terenuri pentru comunitățile țărănești românești din Transilvania și din alte părți, cu școli construite în locuri îndepărtate: Cernăuți, Geaca și Marcovăț.
Misiunea mai formală a SONFR a fost aceea de a combate "propaganda religioasă străină" și "instituțiile de învățământ străine", pe care le-a descris drept surse de corupție pentru tinerele românce. Membrii SONFR au inclus sufragete liberale, cum ar fi Calypso Botez; Cantacuzino însăși era mai puțin afiliată cu acest curent, deși ea însăși se descria ca "feministă". Așa cum a remarcat istoricul Roxana Cheșchebec, Cantacuzino era în primul rând o elitistă care credea în îndeplinirea unei "misiuni istorice a claselor superioare", concentrându-se pe asistarea "dezavantajatului social ca mod de a servi țara și națiunea". Același lucru este remarcat de Pruteanu, care subliniază afirmația ei că boierimea românească  "trăiește în afară de luxul ucigător care ne înconjoară". Pruteanu crede că Alexandrina Cantacuzino a fost "confuză", cu "o identitate fracturată", oscilând între "conformism și rebeliune."
Între timp, în 1913, Grigore a fost numit primar al Bucureștilor  în urma "Afacerii Tramvai", și în care opoziția a zdrobit Partidul Național Liberal. Potrivit unor surse contemporane el și-a dat datorat numirea exclusiv "Nababului", care la acea vreme își exercita ultima funcție oficială, aceea de președinte al Senatului. Imensele moșii ale latifundiarului Cantacuzino au fost împărțite între cei doi fii, ambii au folosit Castelul Zamora din Bușteni. Castelul a servit ca reședință frecventă pentru familia regală română. În 1915, Alexandrina a moștenit proprietățile tatălui ei adoptiv, inclusiv Ciocănești..

### Primul Război Mondial
Începutul Primului Război Mondial a plasat România într-o situație delicată. Din 1914 până în vara anului 1916, cabinetul național liberal al lui Ion I. C. Brătianu a păstrat neutralitatea țării (a se vedea România în timpul Primului Război Mondial). Opinia publică a fost împărțită brusc între susținătorii Puterilor Antantei și "germanofili" - care au favorizat Puterile Centrale, în special Germania. Grigore Cantacuzino a oscilat între cele două părți, dar cele două ziare ale sale, Minerva și Seara, au fost strâns asociate cu germanofilia. În septembrie 1914, ambele au fost cumpărate de un consorțiu german și au devenit purtătoare de cuvânt ale propagandei germane.
În urma Tratatului din 1916 de la București cu Antanta, regele Ferdinand I și premierul Brătianu au convenit să se alăture războiului împotriva Puterilor Centrale. Acest lucru a avut ca efect reducerea la tăcere a disidenței germanofililor. Alexandrina s-a oferit voluntar să lucreze ca asistentă medicală. În august 1916, spitalul nr.113 înființat de SONFR cu fonduri de la Banca Națională a României și condus de Alexandrina Cantacuzino a avut inițial 300 de paturi pentru ca la sfârșitul lunii noiembrie să ajungă la 543 de locuri.
Grigore a fost un asociat al administrației germanofile înființată de Lupu Kostaki în București, dar în special a fost un confident al conservatorului sceptic Alexandru Marghiloman. Împreună cu Marghiloman și cu alții, s-a opus Germaniei atunci când a oferit nevoi civile, cum ar fi cumpărarea lemnelor de foc pentru populația bucureșteană. Se spune că el a avut și o poziție de mediere între Marghiloman, care a rămas respectuos față de regele Ferdinand, și Petre P. Carp, care dorea ca dinastia să fie înlăturată și înlocuită.
Sub președinția lui Marghiloman la Crucea Roșie Română, Alexandrina a devenit membră a comitetului de Cruce Roșie lucrând pentru a oferi asistență umanitară prizonierilor din România și din străinătate. Atitudinea ei politică la acel moment rămâne un mister, cu excepția credinței sale că "o lume nouă se va ridica din umanitatea însângerată" - nu ca o aprobare a revoluției politice, ci ca o încredere în capacitatea românească de muncă și întinerire.
În mai multe rânduri, Alexandrina s-a opus autorităților germane și a protejat interesele SONFR, de obicei cu un succes semnificativ. SONFR a fost implicată în contrabandă recuperând soldații români înapoi în zona liberă a Moldovei. Spitalul pe care l-a condus a fost în cele din urmă evacuat de germani, iar Alexandrina a publicat o scrisoare de protest; ea și soțul ei au vorbit și în favoarea lui Conon, Mitropolitul Munteniei și al Dobrogei, care a fost presat să predea administrația bisericii către Mariu Teodorian-Carada, un catolic. Astfel de episoade de disidență aproape au dus la închiderea Alexandrinei într-o tabără germană.

### Guvernarea Marghiloman
La sfârșitul anului 1917, odată cu căderea susținătorilor Republicii Ruse, administrația Brătianu a picat, lăsându-l pe regele Ferdinand să se gândească la un armistițiu cu germanii. În București, conservatorii lui Marghiloman și-au creat propria Comisie legislativă, în scopul realizării păcii și reconcilierii; Grigore Cantacuzino a fost printre membrii săi, dar nu a reușit să câștige o numire în următorul cabinet Marghiloman.
Anul 1918 s-a încheiat cu o înfrângere neașteptată pentru germanofili: Armistițiul din noiembrie a semnalat o victorie bruscă pentru Puterile Antantei și a dus imediat la căderea administrației Marghiloman. Alexandrina Cantacuzino, care a asistat la evenimente, a mediat între Marghiloman căzut în dizgrație și generalul Alexandru Averescu, ministrul favorit al regelui, circulând zvonuri că România este pradă socialismului revoluționar. Organizând petrecerea de bun venit pentru regina Maria, ea l-a îndemnat pe Marghiloman să nu iasă în față deoarece misiunea militară a Antantei și populația dorea să-l evite. Ca un tribut adus acțiunilor ei patriotice, Alexandrina a fost ales președinte al SONFR în 1918; ea va conduce societatea până în 1938.
Sabina Cantacuzino, sora lui Brătianu și cumnata Alexandrinei, a observat recuperarea ei. În memoriile ei, publicate în 1937, ea o acuză pe Alexandrina de înscenarea "unei publicități". În opinia ei, liderul SONFR a făcut "un spectacol public" al compasiunii sale față de soldații români, în timp ce sigur știa că Grigore Cantacuzino era în favoarea germanilor. Afirmații asemănătoare se regăsesc și în jurnalele Piei Alimănișteanu (fiica lui Brătianu și nepoata Sabinei), care în plus scrie că Didina se bucura de "vânătoare cu câinii și alerga cu iepurele". Aceste păreri au fost întâmpinate cu oprobriu la publicare: lucrarea Sabinei a fost respinsă considerată un eșantion calomnios al "monopolului asupra patriotismului" a lui Brătianu.
Partidul Conservator se afla în încurcătură, pierzându-și membrii în luptă. Marghiloman a ținut la nepopularul titlu "conservator" (mai târziu "conservator-progresiv"), în timp ce Grigore Cantacuzino sfătuia reformarea partidului ca un "partid constituțional" sau fuzionarea cu partidul de succes al lui Averescu, Partidul Poporului. Grupul conservator al fraților Cantacuzino a devenit o facțiune practic independentă, aflat uneori în opoziție cu ordinele lui Marghiloman  și simpatie față de Partidul Conservator-Democrat. Cu toate acestea, atât Grigore, cât și Marghiloman au fost îngroziți de promisiunea reformei agrare și, spre deosebire de conservatorii moderați, au dorit ca partidul să reprezinte, ca și înainte de 1914, interesele proprietarilor de terenuri.

### Crearea României Mari și președinția SONFR
După crearea României Mari, Alexandrina a devenit membră a Asociației pentru Eliberarea Civilă și Politică a Femeilor din România (AECPFR) și a încercat fără succes să absoarbă Liga pentru Drepturile și Îndatoriile Femeilor în SONFR. În 1921, Alexandrina, care a avut ca scop crearea unui organism al tuturor feministelor românce a devenit vicepreședinte al nou-formatului Consiliu Național al Femeilor din România, CNFR; președinte era Calypso Botez. În jurul anului 1923, Alexandrina a fost unul dintre susținătorii votului femeilor, criticând constituția din 1923 pentru că nu l-a adoptat.
În acei ani, Alexandrina a lucrat ca cititor permanent pentru asociația Casele Naționale. A susținut activități similare la SONFR, unde a ținut prelegeri despre ethosul ortodox și naționalist, atragerea în societate a numeroși membri ai claselor de mijloc, precum și a noilor sosiri din Basarabia: Elena Alistar și Iulia Siminel-Dicescu.
Scopul declarat al Alexandrinei a fost acela ca "lumea nouă" a perioadei interbelice să însemne sfârșitul "femeilor păpuși", a "femeilor ca veșnici copii", a "femeilor ca obiecte de plăcere"; noua "evanghelie" a femeii trebuia să fie scrisă prin "moralitatea în viața publică". În timp ce pledează pentru apariția unei generații "mamă-cetățean", ea a deplâns urbanizarea rapidă a epocii, susținând că tinerii de la sat abandonează "marele rezervor al vieții de familie" pentru a "deveni rapid domnul și doamna cutărică“. În contrast cu AECPFR, Alexandrina și CNFR au reprezentat partea "național reformistă" a curentului feminist.
Pentru Alexandrina, ortodoxia română a fost "scutul binecuvântat al națiunii române", cu preoții și femeile care dețin posturi complementare ca apărători ai vieții tradiționale. La SONFR, unde a investit în continuare majoritatea eforturilor sale, ea a abordat cauze generice ortodoxe, cum ar fi situarea de partea Patriarhului Ecumenic Meletius al IV-lea în conflictul său cu guvernul de la Ankara. De asemenea, ea s-a opus puternic unui Concordat între România și Sfântul Scaun, numind Biserica Catolică o entitate "cu totul nefavorabilă" statului "unitar" român, referindu-se în același timp la catolicii ritului bizantin ca "frați" ai ortodoxiei. Sub conducerea sa, SONFR a anunțat o serie de inițiative, inclusiv crearea de școli, spitale și cantine ale muncitorilor.
În urma implicării sale în activitatea de recuperare și de onoare a soldaților uciși în luptă, SONFR s-a confruntat cu o rivalitate amară cu organizația Cultul Eroilor, deși Alexandrina a servit în conducerea ambelor organizații. Potrivit istoricului Maria Bucur, Alexandrina s-a angajat într-o "luptă de două decenii pentru a deveni custodele amintirii publice a războiului". În opinia Alexandrinei reînhumarea era o sarcină esențialmente feminină și ortodoxă, deoarece femeile erau în mod tradițional experte în parastase. Din aceste motive, SONFR a asigurat un monopol asupra proiectelor de a onora pe cei căzuți în bătălia de la Mărășești, identificarea acestora și comemorarea lor anuală.

### GFR și apogeul carierei

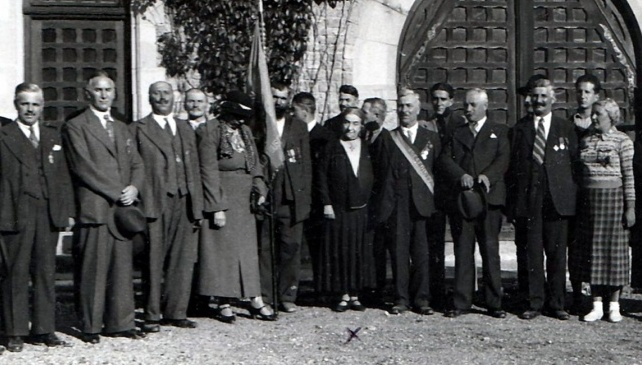
Alexandrina Cantacuzino (centru, marcată cu X), primind vizitatori la Castelul Zamora din Bușteni, cca. 1928

Deși naționalistă acasă, Alexandrina s-a implicat curând în mișcarea internațională a femeilor, deseori ca reprezentant român. A împărțit puterea în mod egal cu Botez, care trebuia să se ocupe de treburile externe ale CNFR, În 1923, ea a fost delegata Ligii Drepturilor Femeilor la Congresul Internațional al Alianței Femeilor de la Roma.  În timp ce era în străinătate, a creat o versiune feminină a Micii Antante, "Mica Antantă a Femeilor ", a cărei președintă a fost până în 1924. "Mica Antantă a Femeilor" (MAF) a aliniat organizațiile feministe din România cu surorile asemănătoare din Cehoslovacia, Polonia, Grecia și Regatul Iugoslaviei. În general Alexandrina era ostilă minorităților etnice,  dar și interesată de găsirea unui loc comun cu feministele comunităților săsești și maghiare transilvănene, invitându-le la congresul femeilor din 1925.
Din 1925 până în 1936, cu mandat CNFR, Alexandrina a servit ca vicepreședinte al Consiliului Internațional al Femeilor (CIF) și, ca atare, a devenit cea mai cunoscută feministă a României. Ea a fost unul dintre delegații europeni la Congresul CIF din 4 - 6 mai 1925 de la Washington. În cadrul acestui congres a fost aleasă vicepreședinta Consiliului Internațional al Femeilor, cu majoritatea voturilor a 30 de țări. În 1926, distincțiile sale au inclus "Marea Cruce a Reginei Maria", "Ordinul Sfântului Mormânt" (Collar), "Ordinul Sf. Sava" (Marele Ofițer), "Croix de guerre" (Ofițer) și "Croce al Merito di Guerra" (Ofițer). A fost delegata CIF la Liga Națiunilor în 1927 și din nou în 1933, precum și raportorul Alianței  Internaționale a Femeilor la același organism internațional (1926, 1928, 1933). S-a despărțit atât de Liga Drepturilor Femeilor cât și de AECPFR, care au acuzat-o că folosește feminismul pentru a-și promova propriile scopuri "internaționiste". Alexandrina a prezidat apoi societatea Solidaritatea.
Conform prevederilor legii care permitea unor femei să candideze în alegerile locale, Alexandrina a fost membru al Comisiei Financiare București în 1927 și consilier municipal după 1928, contribuind la înființarea școlii vocaționale pentru femeile care depun muncă socială. Își împarte timpul între București și Castelul Zamora, unde, în august 1928, fiul ei cel mare, Gheorghe Grigore, s-a căsătorit cu Zoe Greceanu.
Alexandrina s-a cufundat în lupta pentru emanciparea electorală, lobby pentru drepturile femeilor de a vota și a candidat în alegerile pentru consiliile cetățenești urbane și rurale. În acest scop, a creat în 1929 Gruparea Femeilor Române (GFR), devenind președintele ei, păstrând în același timp controlul asupra CNFR și asupra Solidarității. Unul dintre obiectivele principale ale GFR a fost "o activitate activă de propagandă, atât orală, cât și scrisă, printre masele feminine"; altul a fost crearea unor comitete de inițiativă pentru reprezentarea femeilor. Cu toate acestea, GFR a rămas foarte centralizat și nici un criteriu clar pentru admiterea sau respingerea calității de membru nu a fost niciodată înregistrat în statutele sale. Politologul Alexandra Petrescu constată că GFR, o ordine "matriarhală", a imitat "ierarhia masculină" a partidelor politice tradiționale, subminând efectiv procesul de democratizare a feminismului de prim val.
Alexandrina a participat la marea adunare a 150 de societăți de femei, care a avut loc la Fundațiile Regale din București la data de 28 aprilie 1929. Ca urmare, o nouă lege a fost adoptată în august 1929, permițând majorității femeilor profesioniste și tuturor văduvelor de război să voteze și să participe la alegerea consiliului. Notorietatea ei s-a reflectat și în alte domenii. Ea a fost prima femeie în funcția de Ofițer al Ordinului "Meritul Cultural". În 1928, ea a făcut parte din juriul Miss România, alături de Nicolae Constantin Batzaria, Maria Giurgea și Liviu Rebreanu. De asemenea, a servit ca șef al secțiunii feminine în timpul Congresului Internațional al Agriculturii din iunie 1929.
Alexandrina a fost cooptată în rândul reprezentanților oficialilor români la Liga Națiunilor (fără întrerupere, din 1929 până în 1938), în primul rând ca consilier pe probleme de protecție a femeilor și a copiilor. Între timp, împreună cu istoricul de artă Alexandru Tzigara-Samurcaș, a înființat o Uniune a intelectualilor la o gală oficială în 1926. Acest cerc a fost un afiliat local al Federației Uniunii Sindicatelor Intelectuale din Europa, al cărui fondator au fost: Hugo von Hofmannsthal, Paul Valéry și Nicolae Titulescu și a cărui misiune declarată a fost găsirea unei soluții la "criza vitală a continentului". Unul dintre membrii săi a fost jurnalistul Constantin Beldie, care a lăsat note sarcastice despre conservatorismul cultural al Uniunii. Primită și sărbătorită la Praga de Metodiu Zavoral, stareț al Mănăstirii Strahov (1928), Alexandrina a fost, de asemenea, delegat al Federației Congreselor Uniunii Sindicale din Barcelona (octombrie 1929).

### Transformarea fascistă

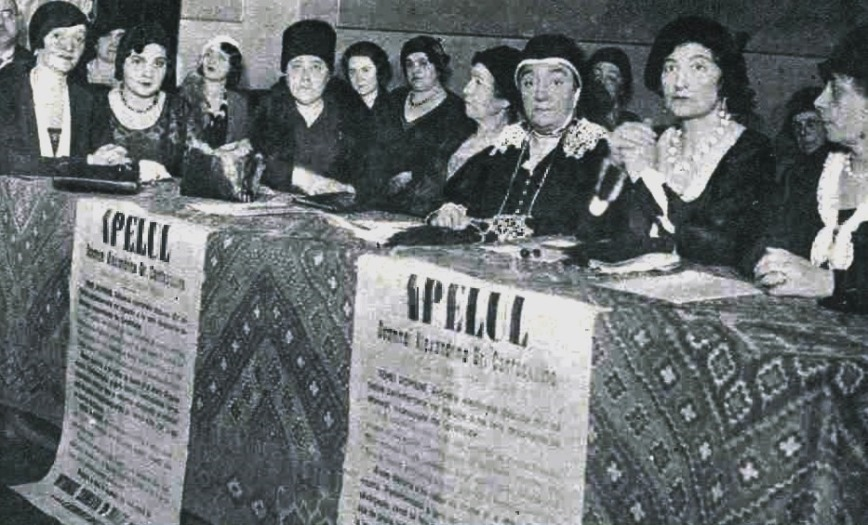
Alexandrina (primul rând, a treia din dreapta) și alte delegate SONFR la adunarea de la București pentru sufragiu femeilor, martie 1932.

Începând cu moartea regelui Ferdinand și a lui Brătianu, România a trecut printr-o schimbare de putere politică: în 1930, regele junior, Mihai I, a fost răsturnat de la putere de tatăl său, Carol II. În domeniul feminismului, Alexandrina a ajuns în poziția de președinte a CNFR. A urmat demisia de protest a lui Calypso Botez, ca parte a schismei anti-Cantacuzino din cadrul CNFR. Tot în 1930, Grigore Gheorghe Cantacuzino a murit, lăsând-o văduvă pe Alexandrina. Ea nu s-a recăsătorit niciodată.
De-a lungul anilor, naționalismul Alexandrinei Cantacuzino a suferit un proces de autoritarism. Până atunci, succesele aparente ale fascismului italian, care probabil au impresionat-o pe Alexandrina în timpul vizitei sale la Roma, au lărgit falia în mișcarea feministă românească. Alexandrina a fost câștigată de critica fascistă a democrației liberale și, în timp ce era totuși o feministă, a început să-și exprime sprijinul pentru o alternativă la regimul liberal al României. Ea a avut în vedere o monarhie corporatistă, bazată pe un serviciul tehnocratic al administrației publice și a susținut pierderea dreptului de vot pentru bărbații fără educație (în timp ce a susținut câștigarea dreptului de vot pentru femeile educate).
După cum a susținut istoricul Alexandra Petrescu, ideologia GFR s-a transformat în feminismul "latin" promovat, ocazional, de Benito Mussolini însuși, cu viziunea sa asupra femeilor latine ca luptători egali într-o revoluție corporatistă. Această schimbare în loialitate a avut loc când Mica Antantă a Femeilor a început să dispară în inconsistență. Alexandrina s-a opus în mod vehement celorlalte delegate, printre care grecoaica Avra Theodoropoulou, privind problema admiterii femeilor din Bulgaria, Turcia republicană și Albania.
GFR, spre deosebire de toate celelalte grupuri feministe, a interzis femeilor să se înscrie în politica de partid, dar le-a încurajat să candideze în alegerile locale, dacă doresc. Potrivit istoricului Petrescu, această cerere ar fi trebuit să fi fost în contradicție cu structura și obiectivele GFR, care, după cum susține ea, sunt cele ale unui partid politic informal. Alexandrina și-a exprimat ideile în petițiile GFR și CNFR din decembrie 1930 și martie 1932, solicitând în același timp ca reprezentanților organizațiilor de femei să li se atribuie locuri în Senat. În 1933, ea a vorbit în fața membrilor GFR cu privire la "reconstrucția" corporatistă a României, elaborând un proiect propriu pentru "alegerile corporatiste" senatoriale ale alegătorilor bărbați și femei. Efectul imediat al unor astfel de intervenții a fost crearea unei aripi de tineret a GFR, Tinerele Grupiste, probabil după modelul grupul italian Gruppo Universitario Fascista (dar, spre deosebire de aceasta, s-a concentrat doar pe campaniile de ocupare a forței de muncă feminine).
Cercetătorii sunt împărțiți atunci când este vorba de evaluarea apelului real al feminismului naționalist al Alexandrinei Cantacuzino. Bucur scrie că "cele mai multe feministe, precum Alexandrina Cantacuzino, au fost, de asemenea, agresivi, chiar naționaliști agresivi". În mod contrar Petrescu observă că "Alexandrina Cantacuzino este singura feministă a interbelicului care s-a lăsat sedusă de autoritarism". AECPFR și alte organizații au repudiat-o pe Alexandrina, declarându-se pentru emancipare în forma democrației liberale. În ianuarie 1934, Institutul Social Român condus de Dimitrie Gusti a ales-o în comitetul director al institutului. Acțiunile sale publice au reprezentat un impuls pentru mișcarea feministă din România, dar tendințele sale dictatoriale au determinat sciziuni la nivelul organizațiilor de femei.
În 1937, în acord cu regimul Partidului Național Creștin, Alexandrina a îmbrățișat eugenia, rasismul și antisemitismul. În cadrul unei întâlniri la Cluj, ea a propus introducerea unei legislații care să interzică căsătoria tuturor "străinilor" și minorităților cu angajații de stat din România, precum și revizuiri pentru cererile de cetățenie română. În plus, ea și GFR au prevăzut bonusuri de stat pentru căsătoriile "eugenice" între tinerii de sânge complet români. Între timp, legăturile sale în mișcarea feministă internațională au devenit alarmate de creșterea violenței antisemite. Într-o scrisoare adresată Alexandrinei în decembrie 1933, Cécile Brunschvicg a întrebat: "se vorbește despre campanii antisemite groaznice în România și despre dezvoltarea spiritului nazist în țara dumneavoastră. Este adevărat? [...] Ar fi cu adevărat regretabil dacă spiritul nazist ar urma să câștige peste o țară latină care este atât de sănătoasă și atât de apropiată de inimile noastre".

### Între Carol și Garda de Fier
Constituția din 1938 părea să fie de acord cu majoritatea idealurilor autoritariste și corporatiste ale Alexandrinei, inclusiv cu sufragiul femeilor și chiar încorporarea femeilor.. Transformat de decretele regelui Carol într-o cameră corporatistă și controlată de Frontul Renașterii Naționale, Senatul a primit primul său membru de sex feminin, Maria M. Pop, în 1939. Pe partea ei, Alexandrina  avea încă misiuni diplomatice la Liga Națiunilor, reprezentând de data aceasta guvernul român. Ea a fost însărcinată cu îmbunătățirea mijloacelor de existență ale copiilor și femeilor afectate de Războiul Civil din Spania, propunând crearea unor zone neutre pentru copii și elaborarea unei Carte a copiilor valabile la nivel internațional.
Existau deja semne că s-a produs o ruptură între regele Carol și feministele fasciste. În septembrie 1938, Cantacuzino a fost invitată de onoare la inaugurarea Mausoleului de la Mărășești, unde a vorbit despre contribuția SONFR la "amintirea veșnică" a eroilor din Primul Război Mondial; ea a reamintit, de asemenea, de "glorioasa domnie" și de regele Ferdinand ca "simbol al Patriei" și "Suflet între suflete". La Congresul GFR de la Brașov, Alexandrina s-a plâns public că scopul ei de obținere a votului femeilor s-a transformat într-o victorie amară.
Nu este clar dacă ea a susținut sau nu Garda de Fier, o mișcare fascistă rivală, în mare măsură subterană. Alți membri ai familiei Cantacuzino au fost susținători entuziaști. O rudă îndepărtată, Generalul Gheorghe Cantacuzino-Grănicerul, a fost asociat al conducătorului Gărzii din 1933 și a devenit comandant al Gărzii din 1937. Din 1935, fiul cel mic al Alexandrinei, Alexandru "Alecu" Cantacuzino, fost membru al corpului diplomatic, a fost de asemenea atras în această aventură politică. El a scris tratate care diseminează ideologia Gărzii de Fier, concentrându-se pe lauda "impulsului său irațional și persistent", dar și referitor la "bolșevismul evreiesc", eugenie, rasă și sexualitate. În 1936, el a fost unul dintre voluntarii Gărzii în Războiul Civil spaniol, de partea naționalistă. Episodul a supărat-o pe mama lui, care s-a referit la acțiunile sale "idioate".
Alecu s-a întors acasă în februarie 1937, și a primit o recepție de erou la înmormântările Moța-Marin. Garda de Fier l-a acceptat pe Alecu, dar n-a avut încredere în Alexandrina, văzând-o ca pe un internațional periculos. Într-o scrisoare din 1937 (recuperată și publicată în 2005), generalul Cantacuzino-Grănicerul o amenință Alexandrina să nu mai intervină între el, Alecu și Codreanu, acuzând-o că "a umplut școlile ortodoxe cu jidani" și că "predică cu dușmanii poporului".
Înainte de sfârșitul anului 1938, forțele polițienești ale regelui Carol au blocat Garda de Fier și l-au ucis pe Codreanu în timpul detenției. Alexandrina a fost pusă sub supraveghere, suspectată că a ajutat mișcarea situată în afara legii,  în timp ce GFR și Tinerele Grupiste au fost, de asemenea, interzise. Alecu a fost reținut în lagărul de concentrare de la Râmnicu Sărat, unde, fără cunoștință familiei sale, a fost împușcat de gardieni (22 septembrie 1939). În jurul lunii octombrie s-au răspândit zvonurile conform cărora Alexandrina și ceilalți fii ai ei urmau să fie închiși; în cele din urmă autoritățile au decis să o monitorizeze pe Alexandrina prin plasarea ei în arest la domiciliu.

### Al Doilea Război Mondial și decesul
La sfârșitului anului 1940, regele Carol a căzut de la putere, iar Garda de Fier a înființat Statul Național-Legionar. La conducere era un om de armată și un om politic, Ion Antonescu, în numele căruia Alexandrina Cantacuzino intervenise în trecut.  Așa cum a remarcat Cheșchebec, uciderea lui Alecu "aparent nu este legată de susținerea Alexendrinei a regimului legionar". Decizia ei de a se alătura Gărzii de Fier a fost motivată, potrivit lui Bucur, de "un oportunism absolut sau pentru că [ea] spera să scoată un rol important și puternic într-o astfel de mișcare dinamică", și, cel mai probabil, nu de teama de represalii. Semnele acestei apropieri sunt înregistrate în ziarele Gărzii: în 1940, Porunca Vremii a publicat interviul Alexandrinei Cantacuziono de către Lucrezzia Karnabatt, unde a descris rolul politic al femeilor în regimul național legionar.
După lupta din ianuarie 1941 dintre Gardă și Antonescu, câștigată de acesta, Alexandrina a devenit o susținătoare a lui Antonescu. Până în iunie, Antonescu a fost de acord să participe la Operațiunea Barbarossa: ca aliat al Germaniei naziste, România a recapturat provincia pierdută, Basarabia. Într-un articol pentru propaganda oficială, Universul, Alexandrina a sărbătorit "ora sfântă" ca sfârșit definitiv al "democrației evreiești" și a prevăzut o salvare a Europei sub dominație fascistă. Regimul Antonescu a aplicat curând antisemitismul rasial pe întreg teritoriul. Potrivit Alexandrei Petrescu, legislația introdusă la vremea respectivă a fost remarcabil de similară cu proiectul Alexandrinei din 1937.
Alexandrina nu a fost un afiliat necritic al politicilor lui Antonescu, așa cum a arătat în timpul vizitei sale din octombrie 1941 la Odessa, capitala Transnistriei nou ocupată. Vizita a avut loc la doar câteva zile după masacrarea condamnată de Antonescu a evreilor din Odessa, despre care ea a fost informată de către primarul orașului, Gherman Pântea. Pântea credea că masacrul a fost incidental, nu deliberat. Folosind-o pe Alexandrina ca mesagerul său, i-a cerut lui Antonescu să pedepsească partidele vinovate și să permită deportaților evrei să revină în Odessa. Alexandrina a continuat să intervină la Antonescu și în alte chestiuni, cum ar fi când a obținut naturalizarea lui Pavel Chasovnikov, chirurg din Odessa.

Alexandrina a murit în septembrie, octombrie, sau noiembrie 1944. Acest lucru s-a întâmplat la scurt timp după lovitura regelui Mihai care a dus la arestarea lui Antonescu iar România a întors armele împotriva Germaniei naziste. Istoricul Ion Constantin susține că s-a sinucis "pentru a evita chinul detenției în regimul comunist românesc". Însă, Cheșchebec înregistrează cauza morții sale ca fiind "bătrânețea". Fiul ei Gheorghe Cantacuzino a urmat o carieră în arheologie, epigrafie și papirologie; el a murit în 1977.
„Îndată după moartea mea, prima zi voiu rămâne în casa mea înconjurată de familia mea și imediat a doua zi voiu fi transportată la capela Societății Ortodoxe, dimineața serviciul care se va săvârși în capela școalei, după amiază fiind față toți cei pe care i-am iubit, delegațiuni ale filialelor, ale școalelor, ale parohiilor, ale tuturor colaboratorilor mei, afară de aceștia și de familia mea doresc să mai ia parte o delegațiune de țărani din comuna Ciocănești, pe sicriu se vor pune numai flori de la Ciocănești. - Testament al Alexandrinei Gr. Cantacuzino transmis SONFR-ului, 28 iulie 1925.
În anii care au urmat după moartea Alexandrinei, Castelul Zamora a fost naționalizat, apoi a fost repartizat Ministerului de Interne; a fost recuperat de familia Cantacuzino după Revoluția Română din 1989 în 2004 și ulterior vândut altor proprietari privați. Conacul Ciocănești, confiscat de la Gheorghe Cantacuzino, a fost clasificat drept monument istoric și casă de vacanță a Uniunii Scriitorilor, dar nu înainte de a fi devastată de sindicatele locale. De asemenea, conacul a fost naționalizat în 1949, dar a continuat să fie jefuit după acea dată.